# Grandvillard

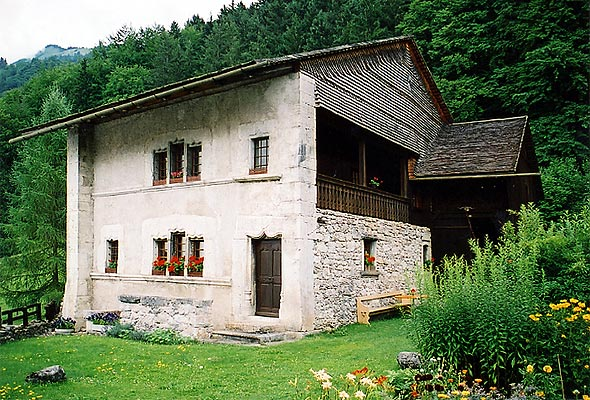
Casa Banneret a Grandvillard

Grandvillard és un municipi suís del cantó de Friburg, situat al districte de la Gruyère.